# Саль-Курбатьес
Саль-Курбатье́с (фр. Salles-Courbatiès, окс. Salas e Corbatièrs) — коммуна во Франции, в департаменте Аверон. Население — 391 человек (2006).
Коммуна расположена на расстоянии около 490 км на юг от Парижа, 110 км на северо-восток от Тулузы, 45 км на запад от Родеза.